# STS-4
STS-4は、コロンビアを用いたアメリカ航空宇宙局によるスペースシャトルのミッションである。1982年6月27日に打ち上げられた。4度目のスペースシャトルのミッションであり、また4度目のコロンビアのミッションである。

## 乗組員
- 船長:ケン・マッティングリー(2)
- 操縦士:ヘンリー・ハーツフィールド(1)

## ミッションパラメータ
- 質量
  - 離陸時:109,616 kg
  - 着陸時:94,774 kg
  - ペイロード:11,109 kg
- 近点:295 km
- 遠点:302 km
- 軌道傾斜角:28.5°
- 軌道周期:90.3分

## ミッションハイライト

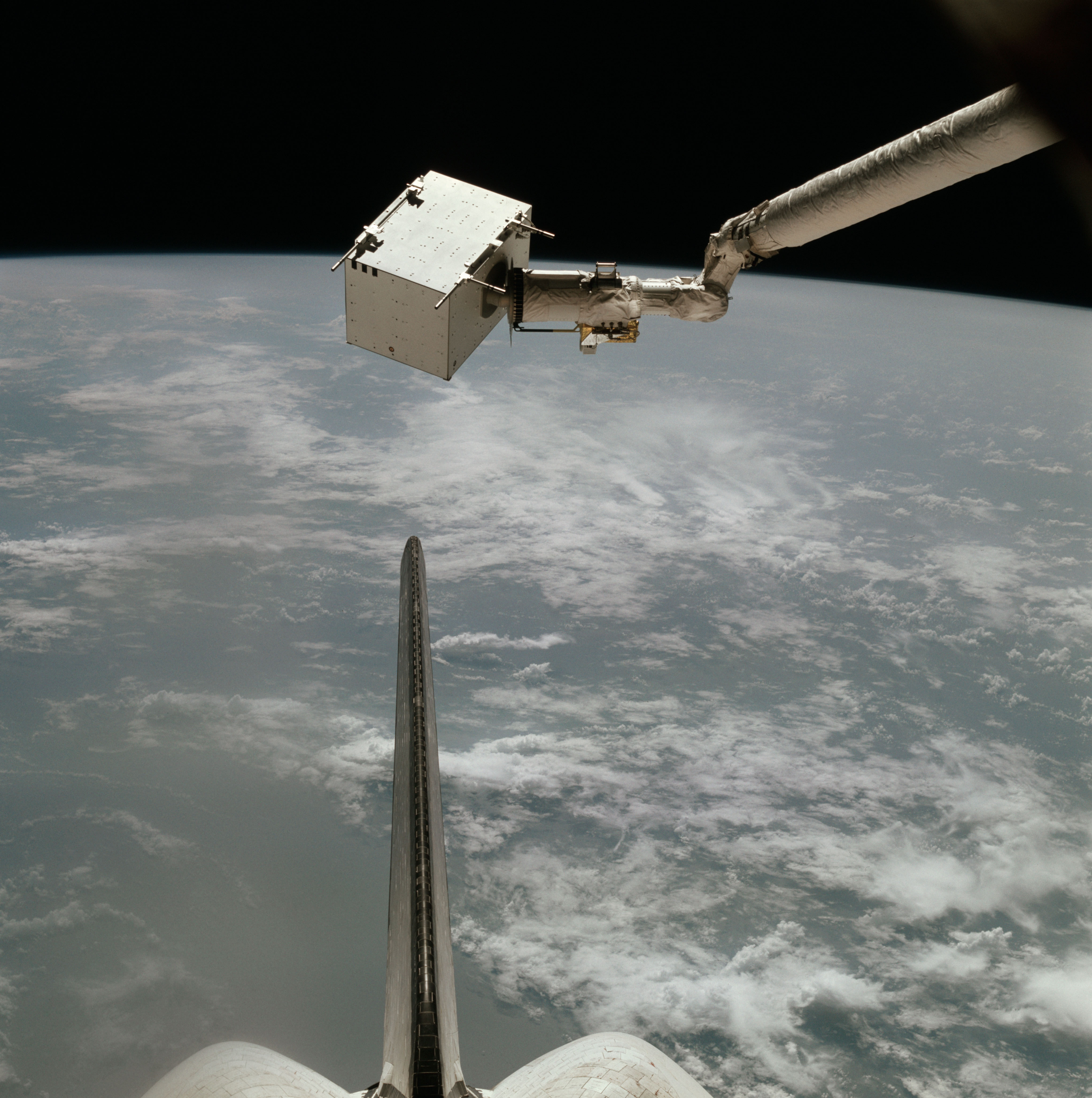
RMSに捕まえるInduced Environment Contaminant Monitor (IECM)

このミッションでは、初めて予定された時間に正確にスペースシャトルが打ち上げられた。また、スペースシャトル計画において、最後の研究開発目的のミッションであった。打上げは1982年6月27日の11時00分ESTに行われた。貨物室には、ユタ州立大学の学生が提供した9つの科学実験装置を含む最初のGetaway Specialやアメリカ空軍の極秘の2機のミサイル発射検知システムが積まれた。これは、カリフォルニア州サニーベールに設けられた秘密のミッション管理センターが飛行の監視に加わった。
連続流電気泳動システムや単分散系ラテックス反応槽はミッドデッキで2回目の宇宙飛行を行った。乗組員は手持ちカメラを用いた雷の観測や自身の体を用いた医学実験を行った。また先端にInduced Environment Contamination Monitorを設置したシャトル・リモート・マニピュレータ・システムを用いて飛行中にオービタが放出するガスや粒子についての情報を収集した。
予定された7日間のミッションを終え、1982年7月4日9時10分PDTにエドワーズ空軍基地の第22滑走路に着陸した。スペースシャトルがコンクリートの滑走路に着陸したのは初めてのことだった。帰還した乗組員は、ロナルド・レーガン大統領夫妻に迎えられた。
飛行は7日間と1時間9分40秒行われ、地球を112周して470万km移動した。空軍のペイロードに失敗した以外は、ミッションの全ての目的は達成されたが、2つのスペースシャトル固体燃料補助ロケットが失われた。コロンビアは7月15日にケネディ宇宙センターに戻ってきた。

## 記章
赤、白、青の線は、ミッションの番号である数字の4を描いている。

## 起床コール
NASAでは、ジェミニ計画以来伝統的に、宇宙飛行士のために音楽を流している。アポロ15号では、初めて乗組員の起床のために用いられた。曲は、家族等によって、乗組員個人にとって特別な意味がある曲や日々の活動に適切なものが選ばれる。
| Flight Day | Song | Artist/Composer        |
| ---------- | --- | ---------------------- |
| 2日目      | "Up, Up and Away"                                                                                              | The 5th Dimension      |
| 3日目      | "Hold That Tiger"                                                                                              | Auburn University Band |
| 4日目      | ヘンリー・ハーツフィールドの記念日のメッセージ                                                                 |                        |
| 5日目      | "Theme from Chariots of Fire"                                                                                  |                        |
| 6日目      | デルタ・タウ・デルタ・フラタニティの歌（マッティングリー）、デルタ・カイ・フラタニティの歌（ハーツフィールド） |                        |
| 7日目      | "This Is My Country"                                                                                           |                        |